# 坂勝浩
坂 勝浩（さか かつひろ、1967年〈昭和42年〉4月13日 - ）は、日本の農林水産官僚。

## 来歴
三重県出身。1991年（平成3年）3月、東京大学法学部を卒業。同年4月、農林水産省に入省。入省後、農林水産省大臣官房政策課調査官、在アメリカ合衆国日本国大使館一等書記官、同参事官、食料産業局新事業創出課長、林野庁林政部企画課長、国土交通省国土政策局国土情報課長、農林水産省大臣官房報道官、同参事官（環境）、同審議官などを歴任。新事業創出課長在任中には地理的表示法に基づく地理的表示制度の導入を担当した。
2025年（令和7年）7月1日、消費・安全局長に就任。

## 年譜
- 1991年（平成3年）
  - 3月 - 東京大学法学部卒業[1]
  - 4月 - 農林水産省入省（Ⅰ種・法律）[1]
- 2009年（平成21年）4月 - 農林水産省大臣官房政策課調査官
- 2010年（平成22年）3月 - 在アメリカ合衆国日本国大使館一等書記官
- 2011年（平成23年）4月 - 在アメリカ合衆国日本国大使館参事官
- 2013年（平成25年）6月 - 農林水産省食料産業局新事業創出課長
- 2015年（平成27年）8月 - 林野庁林政部企画課長
- 2017年（平成29年）7月 - 国土交通省国土政策局国土情報課長
- 2019年（令和元年）7月 - 農林水産省大臣官房報道官
- 2021年（令和3年）7月 - 農林水産省大臣官房参事官（環境）兼輸出・国際局付
- 2023年（令和5年）7月 - 農林水産省大臣官房審議官兼輸出・国際局付
- 2025年（令和7年）7月 - 農林水産省消費・安全局長